# Leguminivora
Leguminivora là một chi bướm đêm thuộc phân họ Olethreutinae, họ Tortricidae Tortricidae.

## Các loài
- Leguminivora glycinivorella (Matsumura, 1898)
- Leguminivora longigula Komai & Horak, in Horak, 2006
- Leguminivora meridiana Kuznetzov, 1992
- Leguminivora ptychora (Meyrick, 1907)